# Bayannuur (Bayan-Ölgii)
Pour l’article homonyme, voir Bayannuur pour la ville-préfecture de Mongolie-Intérieure, en République populaire de Chine.
Bayannuur (mongol : ᠪᠠᠶᠠᠨᠨᠠᠭᠤᠷ
ᠰᠤᠮᠤ, VPMC : bayannaɣur sumu, cyrillique : Баяннуур сум, MNS : Bayannuur sum) est un sum de l'aïmag de Bayan-Ölgii, à l’extrémité Ouest de la Mongolie, principalement peuplé de Kazakhs, comme l'ensemble de l'aïmag semi-autonome kazakh.
Le nom de ce sum est composé de bayan (luxurieux, fertile), et de nuur (lac).
Le chef-lieu du sum est mongol : ᠴᠤᠯ
ᠤᠯᠠᠭᠠᠨ, cyrillique : Цул-Улаан, MNS : Chul-Ulaan.